# Keith Joseph Andrews
Keith Joseph Andrews (nascut el 13 de setembre de 1980) és un exfutbolista irlandès que va jugar com a migcampista defensiu.